# Ludwig Dahlberg
 (avril 2015).
Si vous disposez d'ouvrages ou d'articles de référence ou si vous connaissez des sites web de qualité traitant du thème abordé ici, merci de compléter l'article en donnant les références utiles à sa vérifiabilité et en les liant à la section « Notes et références ».
Ludwig Erik Sebastian Dahlberg, né le 17 octobre 1978 à Örgryte, Göteborg, Suède, est un musicien suédois (batteur). Il est surtout connu comme l'un des membres originaux du groupe de garage rock The (International) Noise Conspiracy et du groupe politico-musical Saidwas.
En outre, Dahlberg a participé en tant que comédien à 3 épisodes de la série télévisée "Upp till kamp", dans laquelle il joue le rôle de Ronny, batteur dans le groupe Tommy & the Heartbreakers. Il est crédité pour les titres "Frisco" et "We Want Cue" inclus dans la Bande originale de la série,.
Il a également joué sur l'album de Singtank "Ceremonies".
Depuis le samedi 4 avril 2015, il est officiellement le remplaçant de Mr Shoes, au sein du groupe Indochine.

## Discographie

### Avec The (International) Noise Conspiracy

#### Albums studio
- The First Conspiracy (1999, G7 Welcoming Committee)
- Survival Sickness (2000, Burning Heart/Epitaph)
- A New Morning, Changing Weather (2001, Burning Heart/Epitaph)
- Armed Love (2004, Burning Heart/American Recordings)
- The Cross of My Calling (2008, Burning Heart/Vagrant/American Recordings)

#### Albums Live
- Your Choice Live Series 025 (2002, Your Choice Records)
- Live At Oslo Jazz Festival (2003, Moserobie Music Production)
- (Live EP) (2005, American Recordings)

#### EPs et Singles
- The First Conspiracy 7" (1999, Premonition Records)
- Abolish Work 7" (1999, The Black Mask Collective)
- T.I.M.E.B.O.M.B. 7" (1999, Carcrash Records)
- The Subversive Sound Of The Conspiracy 7" (1999, Trans Solar Records)
- Smash It Up EP (2000, Big Wheel Recreation)
- The Reproduction Of Death EP (2001, Sub Pop Records)
- Capitalism Stole My Virginity EP (2001, G7 Welcoming Committee Records)
- Up For Sale EP (2002, Sympathy for the Record Industry)
- Bigger Cages, Longer Chains EP (2003, Burning Heart Records/Epitaph Records)
- Black Mask EP (2004, Burning Heart Records) (#92 UK)
- A Small Demand EP (2004, Burning Heart Records)

#### Compilations
- Separation / T(I)NC (1999 split with Separation, The Black Mask Collective, Busted Heads Records)
- Take Penacilin Now (2005 compilation, G7 Welcoming Committee Records)
- Rock Against Bush Vol. 2 (2004 compilation, Fat Wreck Chords)
- Silver Monk Time: A Tribute to the Monks (2006 compilation, Play Loud!)[4]
- Punk-o-Rama (vol. 7) (2001)

### Avec Singtank
- Ceremonies (2014)

### Bandes originales
- 2008 : Upp Till Kamp (Razzia)
- 2012 : Call Girl[5]

## Avec Indochine
- Europe City Club Tour (2015)
- Festivals Tour (2016)
- 13 Tour (2018)
- Central Tour (2022)
- Arena Tour (2025)

### Album Studio
- 13 (2017)
- Babel Babel (2024)